# Coupe de la Ligue anglaise de football 1973-1974
Navigation
1972-1973 1974-1975ù
La Coupe de la Ligue anglaise de football 1973-1974 est la quatorzième édition de la Coupe de la Ligue anglaise de football, elle regroupe les 92 meilleurs clubs d'Angleterre.
La compétition est remportée par Wolverhampton Wanderers, qui bat Manchester City en finale au Stade de Wembley à Londres sur le score de 2 à 1.

## Format
Les 20 clubs de la Premier League et les 72 clubs de la Football League sont conviés à la compétition.
Jusqu'aux quarts de finale les rencontres se disputent sur un seul match. En cas d'égalité après le temps règlementaire, une prolongation de deux fois 15 minutes est jouée. S'il n'y a pas de vainqueur au bout de la prolongation, le match est rejoué chez le club visiteur. A partir des demi-finales, les matchs sont joués en aller et retour, en cas d'égalité au score cumulé un troisième match est joué.
La finale est jouée en un match unique à Wembley.

## Demi-finales
| Équipe 1        | Résultat | Équipe 2                | Aller | Retour |
| --------------- | -------- | ----------------------- | ----- | ------ |
| Plymouth Argyle | 1 - 3    | Manchester City         | 1 - 1 | 0 - 2  |
| Norwich City    | 1 - 2    | Wolverhampton Wanderers | 1 - 1 | 0 - 1  |

## Finale
La finale se déroule le 2 mars 1974 au Stade de Wembley à Londres. Wolverhampton Wanderers remporte sa première Coupe de la ligue.
| Finale de la Coupe de la Ligue anglaise 1973-1974 | Manchester City | 1 – 2   | Wolverhampton Wanderers | Wembley, Londres     |                      |
| 2 mars 1974                                       |                 | (0 – 1) |                         | Spectateurs : 97 886 | Spectateurs : 97 886 |